# Лекс Мюллінк
Лекс Мюллінк (нід. Lex Mullink, 19 грудня 1944) — нідерландський академічний веслувальник.
Бронзовий призер Олімпійських Ігор 1964 року в складі розпашної четвірки зі стерновим.